# UTE TV 11
UTE TV 11 fue un proyecto de un canal de televisión en Chile desarrollado en 1973 por la Universidad Técnica del Estado (UTE) y que tenía planificada su salida al aire durante la primavera de dicho año, sin embargo no logró iniciar sus transmisiones debido al golpe de Estado del 11 de septiembre.

## Historia

### Antecedentes
Los primeros intentos de la Universidad Técnica del Estado para tener un canal de televisión se remontan a 1961, cuando se firmó un contrato ad-referéndum con Radio Minería para poder obtener los equipos necesarios para operar una estación televisora que permitiera transmitir los partidos de la Copa Mundial de Fútbol que se desarrollaría en Chile en 1962. La iniciativa fracasó luego que el Ministerio del Interior rechazara entregarle facilidades a la UTE para concretar dicho proyecto, al considerar que la asociación con una radioemisora la convertiría en una empresa de televisión comercial, lo cual no estaba permitido por el gobierno de aquel entonces.
A fines de 1966 e inicios de 1967 nuevamente se mencionaban en la prensa especializada las gestiones de la UTE para poseer su canal de televisión propio; la revista Ecran señalaba que estaba proyectada su salida al aire a través del canal 7 y que entre los nombres que se evaluaban como posibles directores estaban Germán Vidal e Isidoro Bassis. El gobierno de Eduardo Frei Montalva continuó con las negativas que había entregado la administración de Jorge Alessandri.
Tras el triunfo de Salvador Allende en la elección presidencial del 4 de septiembre de 1970, el gobierno de Frei Montalva puso suma urgencia al proyecto de ley —introducido al Congreso Nacional en 1969 por el Partido Demócrata Cristiano (PDC)— que creaba Televisión Nacional de Chile y el Consejo Nacional de Televisión. La iniciativa además autorizaba solo a las tres universidades que ya tenían canales —Universidad de Chile, Católica de Valparaíso y Católica de Chile— el establecimiento y operación de canales de televisión. Durante la discusión, la Unidad Popular (UP) propuso mediante una indicación que la UTE y la Universidad de Concepción (UdeC) también pudieran tener estaciones televisivas; ambas universidades tenían en ese momento rectores militantes de la UP —Enrique Kirberg (PC) en la UTE y Edgardo Enríquez (PR) en la UdeC—. Sin embargo, aduciendo argumentos de carácter económico, el Partido Nacional (PN) y el PDC rechazaron la propuesta, aunque también hubo oposición por razones políticas, como lo explicitó el senador PN Francisco Bulnes al momento de rechazar la indicación en la Comisión de Gobierno, cuando afirmó que un canal en manos de la UTE «se colocaría al servicio de una tendencia determinada». El proyecto de ley finalmente se promulgó el 21 de octubre —dos semanas antes de que Allende asumiera como presidente de Chile— y entró en vigencia tres días después. De esta manera, la UTE y otras universidades quedaban excluidas de poder crear y operar canales de televisión.

### Desarrollo
Pese a la normativa, el proyecto del canal de televisión de la Universidad Técnica del Estado continuó y fue desarrollado de manera definitiva a partir de 1971 bajo el alero de la Sección de Cine y TV de la UTE, que estaba a cargo del Departamento de Comunicaciones de la UTE, que a su vez dependía de la Secretaría de Extensión y Comunicaciones de la casa de estudios. Entre las personas que formaron parte del proyecto del Canal 11 de la UTE se encontraban Ricardo Núñez Muñoz, Sergio Ortega —que según Núñez había sido propuesto para ser director de la estación—, Alejandro Lillo —que iba a asumir como director de arte— y Fernando Balmaceda.
En abril de 1973 la prensa escrita informaba que para el mes siguiente estaba previsto el lanzamiento de «Teleonce», nuevo canal de la Universidad de Chile que emitiría en la frecuencia 11 en reemplazo del Canal 9 que estaba tomado por sus trabajadores desde el 19 de enero. En respuesta a ello, la Superintendencia de Servicios Eléctricos, de Gas y Telecomunicaciones (Segtel) denunció que la salida al aire de Teleonce sería ilegal, y el 6 de abril autorizó las transmisiones experimentales durante seis meses de un canal de la Universidad Técnica del Estado (UTE) que ocuparía dicha frecuencia 11. Las autoridades de la Universidad de Chile denunciaron que dicha medida era ilegal, ya que la legislación autorizaba exclusivamente a las universidades de Chile, Católica de Chile y Católica de Valparaíso —además de Televisión Nacional de Chile— a operar canales de televisión, lo cual fue reafirmado por el Consejo Nacional de Televisión el 18 de abril. Mediante comunicados de prensa y anuncios publicitarios bajo el eslogan de «Nuevavisión educativa», la UTE defendía su derecho a poseer y operar un canal de televisión.
Según Ricardo Núñez, en septiembre de 1973 ya estaba instalada la antena del canal en la calle Ricardo Cumming, y la inauguración de la estación habría estado prevista para el 17 del mismo mes, con ocasión del Tedeum de Fiestas Patrias; a inicios de septiembre el diario La Segunda informaba que se habían iniciado en los estudios de Protab las grabaciones de los programas que saldrían al aire por el canal 11. Luego que la Universidad de Chile recuperó la frecuencia 9 tras el desalojo de sus instalaciones el 8 de septiembre a raíz de un acuerdo entre la Universidad Técnica del Estado (UTE), la Corporación de Televisión de la Universidad de Chile y los sindicatos del Canal 9, se estableció que la Universidad de Chile debería elegir con qué canal (y, por ende, con qué personal) se quedaría —con el 6 o con el 9— y la UTE quedaría a cargo de la otra frecuencia, o elegir un canal distinto. La caída del gobierno de Salvador Allende frustró los planes de la UTE de tener un canal de televisión propio, ya que la Junta Militar desconoció el acuerdo alcanzado entre las universidades.
En el campus de la Casa Central de la Universidad Técnica del Estado se había construido a fines de 1962 un edificio que estaba destinado a albergar las instalaciones de UTE TV 11, y que posteriormente fue ocupado por el Centro de Computación de la casa de estudios y actualmente por la Radio de la Universidad de Santiago de Chile.